# Xermaménil
Xermaménil település Franciaországban, Meurthe-et-Moselle megyében. Lakosainak száma 552 fő (2022. január 1.). Xermaménil Gerbéviller, Hériménil, Lamath, Mont-sur-Meurthe és Rehainviller községekkel határos.

## Népesség
A település népessége az elmúlt években az alábbi módon változott:
| Lakosok száma | 283  | 305  | 410  | 504  | 555  | 546  | 556  | 561  | 564  | 552  |
|               | 1968 | 1982 | 1990 | 2006 | 2013 | 2015 | 2017 | 2019 | 2020 | 2022 |